# ام.ام. لوگان
ام. ام. لوگان (به انگلیسی: M. M. Logan) سناتور سابق عضو حزب دموکرات ایالات متحده آمریکا بود. وی در سال ۱۹۳۱ تا ۱۹۳۹ میلادی سناتور ایالت کنتاکی در سنای ایالات متحده آمریکا بود.